# Proteste in Bielorussia del 2020-2021
Le proteste in Bielorussia del 2020-2021, chiamate anche rivoluzione delle ciabatte, sono state una serie di manifestazioni popolari svoltesi tra il 2020 e il 2021 contro il governo bielorusso e il presidente Aljaksandr Lukašėnka, in carica dal 20 luglio 1994 e rieletto per il sesto mandato consecutivo durante le elezioni presidenziali del 9 agosto 2020. Le accuse di corruzione nel governo e il rifiuto di adottare misure di sicurezza per la pandemia di COVID-19, hanno dato il via il 24 maggio 2020 a una di serie proteste nella capitale Minsk, che si sono poi diffuse in tutto il Paese e inasprite dopo l'arresto del banchiere e oppositore Viktar Babaryka e del blogger Sjarhej Cichanoŭskij.
Il sostegno di Vladimir Putin ha aiutato Lukašėnka a resistere; dopo un breve periodo di relativa calma, le forze di sicurezza hanno iniziato a condurre una aggressiva campagna di intimidazioni nei confronti degli oppositori. Le proteste sono state più volte represse con la violenza, causando almeno 5 morti, centinaia di feriti tra i manifestanti, 50 persone scomparse, 450 casi di tortura e maltrattamenti di detenuti (secondo un rapporto dell'Alto commissariato delle Nazioni Unite per i diritti umani), oltre a casi di abuso sessuale e stupro, e oltre 12 000 arresti, oltre alla condanna delle repressioni violente da parte dell'Alto commissario per i diritti umani dell'ONU e da numerose altre figure istituzionali ed il mancato riconoscimento dei risultati ufficiali delle elezioni da parte dell'Unione europea, della maggior parte dei suoi Stati membri, degli Stati Uniti d'America, del Regno Unito e del Canada.

## Contesto storico

### La presidenza di Aljaksandr Lukašėnka
Definito dai media occidentali come l'ultimo dittatore d'Europa, Aljaksandr Lukašėnka all'inizio delle proteste governava la Bielorussia da 26 anni. Con l'indipendenza della Bielorussia dall'Unione Sovietica le prime elezioni presidenziali si tennero nel 1994 e furono vinte al secondo turno da Lukašėnka con l'80,6% dei voti. Secondo gli osservatori internazionali per la prima e ultima volta in Bielorussia si tennero delle elezioni considerate libere ed eque. Nel 1995 Lukašėnka indisse un referendum per cambiare i simboli nazionali (seguendo il modello di quelli della Repubblica Socialista Sovietica Bielorussa), favorire l'integrazione economica e linguistica e indebolire le funzioni del parlamento, che tenne le sue prime elezioni lo stesso giorno del referendum. A questo primo referendum, ritenuto non libero dall'OSCE ne seguì un altro nel 1996 che rese la costituzione emendabile e che accentrò il potere nelle mani del presidente, che come primo atto sciolse il parlamento. Dopo essere stato rieletto nel 2001, Lukašėnka combinò nuovamente le elezioni con un referendum e nel 2004 con la vittoria del sì i mandati per la rielezione del presidente divennero illimitati. In seguito a queste riforme costituzionali Lukašėnka fu continuativamente rieletto nel 2006, nel 2010 e nel 2015, in un clima che l'OSCE ha definito non democratico.
Nel corso del suoi mandati presidenziali Lukašėnka ha accentrato attorno a sé tutti i maggiori poteri statali e le elezioni si sono svolte con il totale controllo dei mass media, con l'utilizzo della formula del voto anticipato (che permette più agilmente di compiere brogli elettorali), con il diretto controllo della Commissione elettorale centrale della Bielorussia e con l'interferenza del lavoro svolto dagli osservatori internazionali.
Nel corso della sua presidenza Lukašėnka ha affrontato due proteste di maggiori dimensioni, una nel 2011 e l'altra nel 2017. Le prime sono scaturite dall'arresto del leader di opposizione Andrėj Sannikaŭ, mentre le seconde dall'imposizione di una tassa sui disoccupati.

### Le prime manifestazioni e gli arresti
L'uomo d'affari e blogger Sjarhej Cichanoŭskij, che ha etichettato Lukašėnka come "uno scarafaggio" come nella fiaba di Kornej Ivanovič Čukovskij Il grande scarafaggio, è stato arrestato alla fine di maggio 2020 dalle autorità bielorusse, che lo hanno accusato di essere un agente straniero.
Il 24 maggio si è tenuta una protesta contro la presidenza di Lukašėnka nei pressi del mercato Komarovskij a Minsk a cui hanno partecipato circa un migliaio di persone guidati da Olga Kovalkova, Mìkola Statkevìč e Sjarhej Cichanoŭskij. Tra gli slogan usati dai manifestanti quello più utilizzato era "Ferma lo scarafaggio!", riferito al presidente, e molti di loro erano provvisti di mascherina, in segno di protesta contro la mala gestione dell'epidemia da parte di Lukašėnka.
Il 31 maggio nelle maggiori città della Bielorussia si sono raccolte le firme per candidare Svjatlana Cichanoŭskaja, moglie di Sjarhej Cichanoŭskij, e parallelamente sono nate nuove proteste contro la presidenza di Lukašėnka. Oltre alle ciabatte e alle mascherine nelle piazze è stata portata anche la bandiera bielorussa bianca e rossa. Lo stesso giorno è stato arrestato Mìkola Statkevìč, leader dell'opposizione e candidato alle elezioni presidenziali del 2010.
Nel giugno 2020 si sono svolte proteste di piazza contro Lukašėnka. Un certo numero di candidati dell'opposizione si sono registrati per le prossime elezioni a seguito del movimento, ma molti di loro sono stati arrestati.
Il 19 giugno, Lukašėnka ha annunciato di aver "sventato un tentativo di colpo di Stato", provocando l'arresto del principale rivale dell'opposizione Viktar Babaryka. Anche attivisti dell'opposizione, giornalisti e blogger sono stati arrestati come parte della repressione. Il gruppo per i diritti umani Viasna ha stimato che, tra l'inizio di maggio e l'inizio di agosto, circa 1 300 persone sono state arrestate per la protesta.
Lukašėnka ha affermato che le proteste dell'opposizione farebbero parte di un "complotto straniero", incolpando le manifestazioni come un complotto orchestrato da stranieri, che ha suggerito potrebbero essere "americani, NATO, russi o ucraini". La moglie di Cichanoŭskij, Svjatlana Cichanoŭskaja, si è registrata come candidata alle elezioni del 2020 dopo l'arresto di Babaryka.
Le proteste hanno portato a suggerire che il conflitto potrebbe durare per mesi e degenerare in violenza e potrebbe evolversi in una vera e propria rivoluzione, simile a come le proteste di Euromaidan si sono trasformate nella rivoluzione in Ucraina del 2014. Il German Marshall Fund, un think tank, ha notato che le proteste sono più diffuse e vengono represse in modo più brutale rispetto alle precedenti proteste in Bielorussia.
L'Organizzazione per la sicurezza e la cooperazione in Europa (OCSE) ha riferito che non avrebbe monitorato le elezioni del 2020 poiché non era stata invitata a farlo; questa è la prima volta dal 2001 l'Ufficio dell'OCSE per le istituzioni democratiche e diritti umani (ODIHR) non monitorerà le elezioni in Bielorussia. L'OCSE non ha riconosciuto nessuna elezione in Bielorussia come libera ed equa dal 1995 e le precedenti missioni di monitoraggio delle elezioni dell'OCSE nel paese sono state ostacolate dal governo.
Il 6 agosto, circa 5 000 manifestanti sono scesi in piazza a Minsk sventolando nastri bianchi, chiedendo elezioni libere ed eque.
Nella prima settimana di agosto, decine di migliaia di bielorussi hanno manifestato contro Lukašėnka in paesi e città di tutta la contea; 60 000 hanno manifestato nella capitale Minsk, la più grande protesta di strada nella Bielorussia post-sovietica. Sky News ha anche riferito che 33 presunti mercenari del Gruppo Wagner, una compagnia militare privata russa, sono stati recentemente arrestati in un sanatorio fuori Minsk.

### Il giorno delle elezioni
Il 9 agosto un giornalista russo è stato aggredito dall'OMON fino a farlo svenire e la maggior parte delle strade e degli ingressi a Minsk sono stati bloccati la mattina presto dalla polizia e dall'esercito.
A metà giornata Internet in Bielorussia è stato parzialmente bloccato. Secondo i funzionari del governo, il motivo era un pesante attacco DDoS. Esperti informatici indipendenti hanno affermato che il monopolio statale bielorusso di Internet Beltelecom e le agenzie statali affiliate usavano deliberatamente la tecnologia di ispezione approfondita dei pacchetti (DPI) o il traffic shaping, Telegram era l'unico servizio di messaggistica istantanea funzionante.
La sera dello stesso giorno immediatamente dopo, la TV sponsorizzata dal governo bielorusso ha mandato in onda i risultati degli exit poll che mostravano Lukašėnka vincente con l'80,23% dei voti, mentre Cichanoŭskaja avrebbe ricevuto solo il 9,9%. Persino le persone filo-governative hanno ritenuto che era improbabile che tali exit poll fossero veri. Ciò ha provocato una reazione immediata da parte dei sostenitori di Cichanoŭskaja che sono scesi in piazza in tutte le principali città della Bielorussia (Brėst, Minsk, Vicebsk, Hrodna, Mazyr, Pinsk, Homel', Babrujsk). Le persone lo facevano per esprimere la loro insoddisfazione e chiedevano un conteggio equo dei voti. Ciò è iniziato come proteste pacifiche nel cuore della notte, ma a Minsk la situazione si è trasformata in uno scontro tra alcune persone e le autorità. La gente ha iniziato a costruire barricate per bloccare il traffico nelle strade. Il numero totale di manifestanti a Minsk è stato difficile da stimare perché erano sparsi per la città.
Di notte, dopo aver disperso grandi folle, la polizia ha inseguito piccoli gruppi di manifestanti nel centro di Minsk per diverse ore. È proseguita la lotta contro le forze di sicurezza e la polizia in tutte le principali città della Bielorussia. Le forze dell'ordine hanno usato manganelli, proiettili di gomma (sparati da fucili a pompa), granate con palline di piombo, cannoni ad acqua, gas lacrimogeni e colpi di pistola per sopprimere le proteste, le persone sono state inseguite nei sobborghi per tutta la notte. A Brėst, i manifestanti si sono gradualmente dispersi lasciando una folla di 200-300 persone da un totale stimato precedente di 5 000. Quella notte a Minsk le forze di sicurezza hanno lanciato granate vicino alle persone, e alcune persone hanno riportato ferite gravi.
È stata una delle più grandi proteste da quando la Bielorussia è diventata indipendente. Le forze di sicurezza hanno arrestato circa 3 000 persone durante la notte. Alcuni dei manifestanti sono rimasti gravemente feriti, con almeno 50 manifestanti portati in ospedale, alcuni di loro erano in condizioni di stato critiche e uno dei manifestanti è morto.

## Proteste e scioperi
Il 10 agosto la mattina presto a Minsk, la gente ha iniziato a portare fiori in un luogo dove qualcuno era morto la notte prima. Le autorità locali non hanno confermato la morte. La CEC (Commissione elettorale centrale della Bielorussia) ha annunciato i risultati delle elezioni.
Mentre le proteste travolgevano la Bielorussia a seguito dei risultati falsificati, la candidata dell'opposizione Svjatlana Cichanoŭskaja ha pubblicato un video in cui si diceva che aveva lasciato la Bielorussia per la Lituania. È stata costretta ad andarsene mentre presentava anche una denuncia alla CEC, dove è stata detenuta per sette ore.
In serata, le proteste sono continuate in tutte le principali città della Bielorussia, comprese Brėst, Homel', Hrodna, Mahilëŭ, Vicebsk, Baranavičy, Maladzečna, Navahrudak, Navapolack, Žodzina. A Minsk, i manifestanti hanno cambiato tattica, cambiando posizione da una parte all'altra della città, in modo simile alle tattiche "Be Water" usate dai manifestanti del 2019-2020 a Hong Kong. I manifestanti hanno barricato l'area intorno al mercato di Riga, nel centro di Minsk. Le forze governative hanno risposto con gas lacrimogeni ai manifestanti e usando flashbang. Le autorità stavano lanciando granate contro i manifestanti e un manifestante è morto dopo un'esplosione di granate vicino alla stazione Puškinskaja della metropolitana. Il ministero dell'Interno afferma che un dispositivo sconosciuto è esploso nelle sue mani. Il primo decesso nelle proteste, il manifestante morto, secondo una portavoce del governo è a causa di un ordigno che era intenzionato a lanciare contro la polizia esplosogli in mano. Un video lo mostra a mani vuote e ucciso dalla polizia. Il presunto Paese di origine dei flashbang è nella Repubblica Ceca. Lo Stato ha imposto un embargo sulla vendita di tali apparecchiature alla Bielorussia dopo la soppressione delle elezioni del 2010.
La polizia antisommossa del governo (AMAP / OMON), le truppe interne e la forza speciale d'élite antiterrorismo "Almaz" hanno partecipato alla repressione delle proteste a Minsk. I cannoni ad acqua sono stati utilizzati anche vicino al mercato di Riga e proiettili di gomma sono stati ampiamente utilizzati ovunque. Sono state segnalate proteste di massa. È stato riferito che le squadre dell'AMAP hanno sequestrato alcune ambulanze o usato furgoni visivamente simili per ingannare i manifestanti e farli passare attraverso le barricate.
L'11 agosto le proteste sono riprese a Minsk e in altre grandi città. I proiettili di gomma e i flashbang erano ampiamente usati. Il ministero degli Affari interni ha confermato di aver usato proiettili da combattimento contro i manifestanti a Brėst; non sono stati riportati decessi.
A Homel', un uomo di 25 anni, che probabilmente aveva una malattia cardiaca, è morto il 12 agosto. Secondo le prime informazioni, è morto a causa di molte ore di attesa in un furgone delle forze di sicurezza nella stagione calda. Era nel furgone, i centri di detenzione temporanea della città erano sovraffollati. È stato condannato a 10 giorni di prigione ma non ha ricevuto in tempo le cure mediche adeguate. Inoltre, a Homel', i parenti e gli amici di oltre 500 persone arrestate non potevano far loro visita. La polizia locale non ha detto loro nulla sulla sorte dei loro parenti. È stato anche riferito che la poliziotta ha abusato della donna arrestata lì. Durante le proteste a Hrodna, un bambino di 5 anni è rimasto ferito e il padre è stato arrestato dopo che l'auto in cui si trovava è stata speronata dalle forze governative.
Lo stesso giorno la Democrazia Cristiana Bielorussa, il Partito Socialdemocratico Bielorusso, il Congresso Bielorusso dei Sindacati Democratici, il Movimento per la Libertà, il Partito della Libertà e del Progresso, il Partito Civico Unito della Bielorussia e il Fronte Popolare Bielorusso, hanno sottoscritto una dichiarazione congiunta in cui non riconoscono la vittoria di Lukašėnka valida, dichiarando invece Svjatlana Cichanoŭskaja vincitrice delle elezioni presidenziali.
Il 12 agosto nei pressi di un mercato di Minsk in segno di protesta contro la violenza della polizia e gli arresti di massa centinaia di donne vestite di bianco e con fiori in mano hanno creato una catena umana per protestare. Le violenze della polizia non si sono interrotte, a Minsk la polizia ha sparato proiettili di gomma contro i manifestanti affacciati ai balconi, mentre a Brėst è stato dato l'ordine di utilizzare proiettili veri contro i manifestanti in reazione a degli attacchi con spranghe d'acciaio subiti dalla polizia. Lo stesso giorno alcuni membri delle forze dell'ordine hanno espresso la loro solidarietà pubblicando video in cui gettavano le divise nella spazzatura e chiedevano alle autorità di smetterla di opporsi ai manifestanti.
Il 13 agosto le catene umane di protesta sono proseguite a Minsk, in particolare dove il cui la polizia aveva sparato contro i manifestanti affacciati sui balconi, ma le violenze non si sono fermate, inoltre gli attivisti hanno denunciato un grave sovraffollamento delle celle. Oltre alle proteste cittadine anche in diverse città industriali della Bielorussia i lavoratori delle maggiori aziende statali, tra cui la BelAZ e la MAZ, hanno indetto lo sciopero nazionale.
Il 15 agosto, la Presidenza della Bielorussia ha chiesto al Cremlino aiuto per la possibile fuga di Lukašėnka in Russia. Inoltre, i russi ammettono che le dimissioni di Lukašėnka dalla carica di Capo di Stato sono probabili.

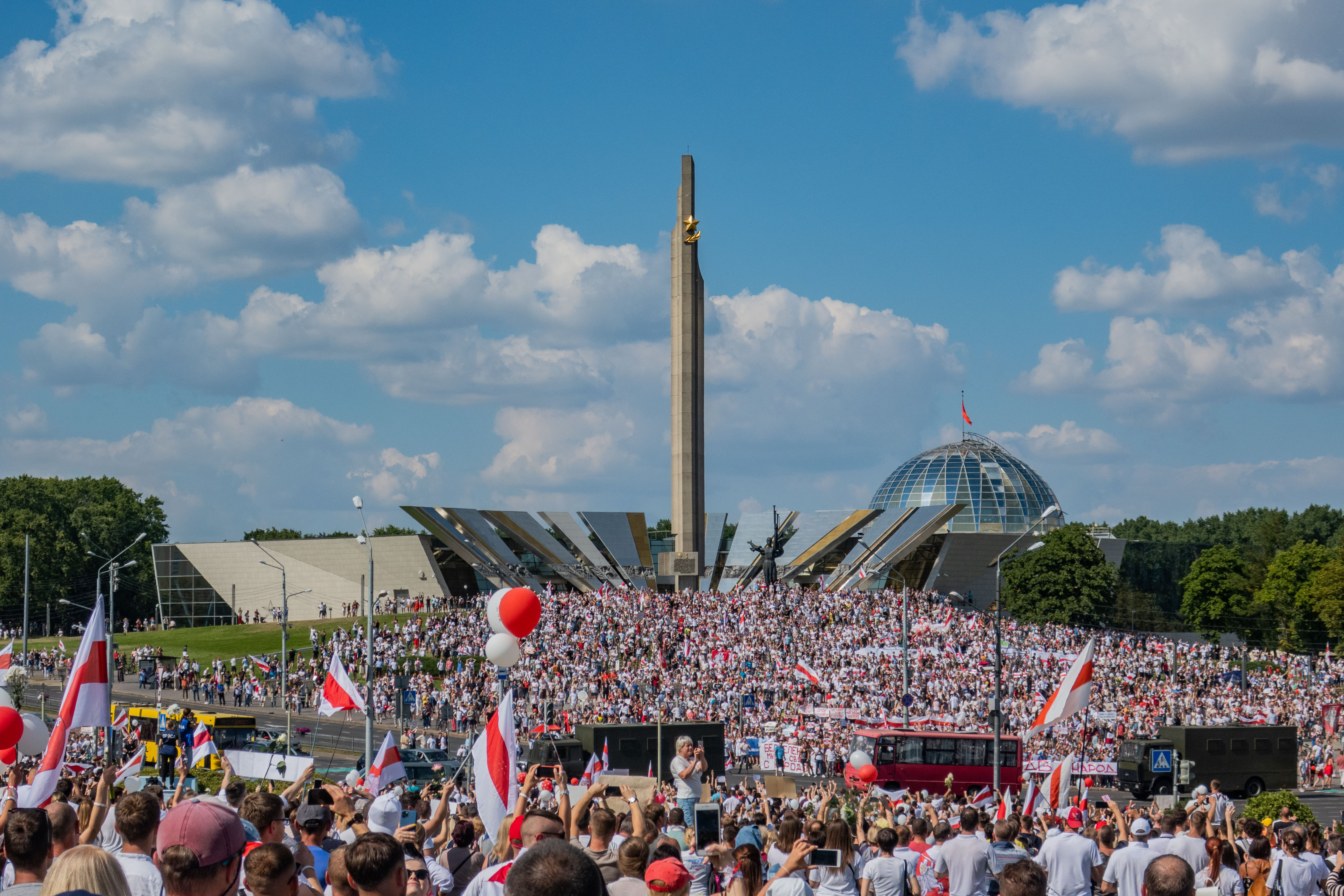
Protesta contro Lukašėnka del 16 agosto 2020 a Minsk.

Il 16 agosto sostenitori di Lukašėnka provenienti da tutta la Bielorussia hanno tenuto in Piazza dell'Indipendenza a Minsk una manifestazione in favore del presidente e a cui hanno partecipato anche organizzazioni come la Federazione dei sindacati della Bielorussia, il Partito Comunista della Bielorussia e l'associazione filo-governativa Belaja Rus'. Nel corso del comizio Lukašėnka ha detto che non ha intenzione di svolgere nuove elezioni e ha espresso preoccupazione per l'intensificazione dell'attività NATO lungo il confine occidentale bielorusso, notizia immediatamente smentita dall'Alleanza atlantica. Secondo i dati forniti dal Ministero degli Interni bielorusso alla manifestazione hanno partecipato circa 65000 persone, un valore decisamente maggiore rispetto alle 5000 presenze segnalate dall'agenzia di stampa Reuters.

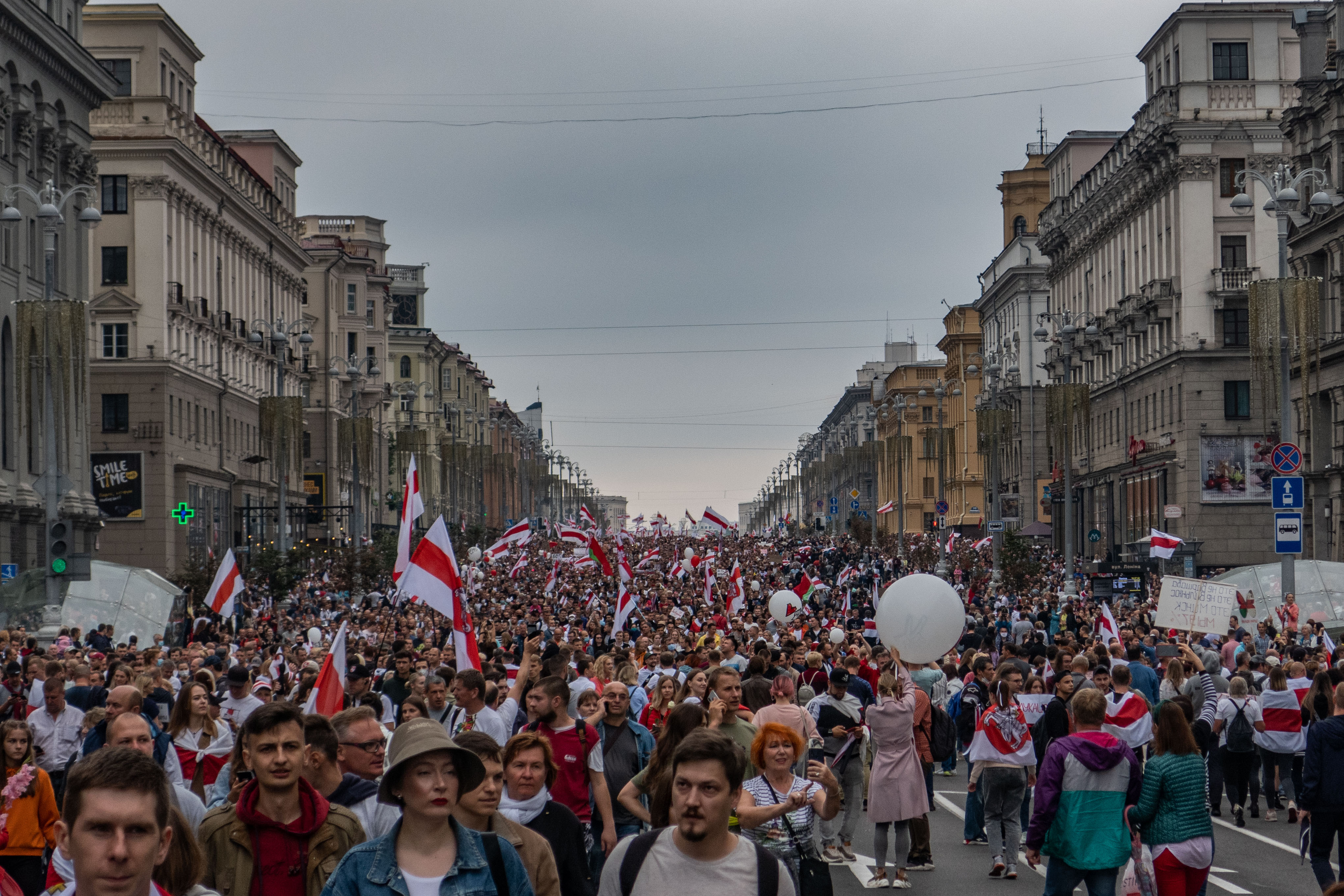
Protesta contro Lukašėnka del 23 agosto 2020 a Minsk.

I gruppi di opposizione hanno indetto in Piazza della Vittoria a Minsk la "Marcia della libertà", una manifestazione a cui secondo Reuters hanno partecipato circa 200000 persone, molte delle quali portavano il vessillo biancorosso, bandiera ufficiale della Bielorussia indipendente fino al 1995. La manifestazione, la più grande nella storia della Bielorussia, si è poi spostata lungo Viale dell'Indipendenza e ha raggiunto gli edifici governativi. Oltre a Minsk manifestazioni analoghe si sono svolte anche in altre città bielorusse come Hrodna e Brėst e a Homel' centinaia di persone hanno partecipato ai funerali del venticinquenne morto in ospedale dopo essere stato arrestato il 9 agosto. In favore dei manifestanti si è espresso anche l'ex primo ministro bielorusso Siarhiej Rumas, che ha condannato le violenze perpetrate delle forze dell'ordine contro i manifestanti.

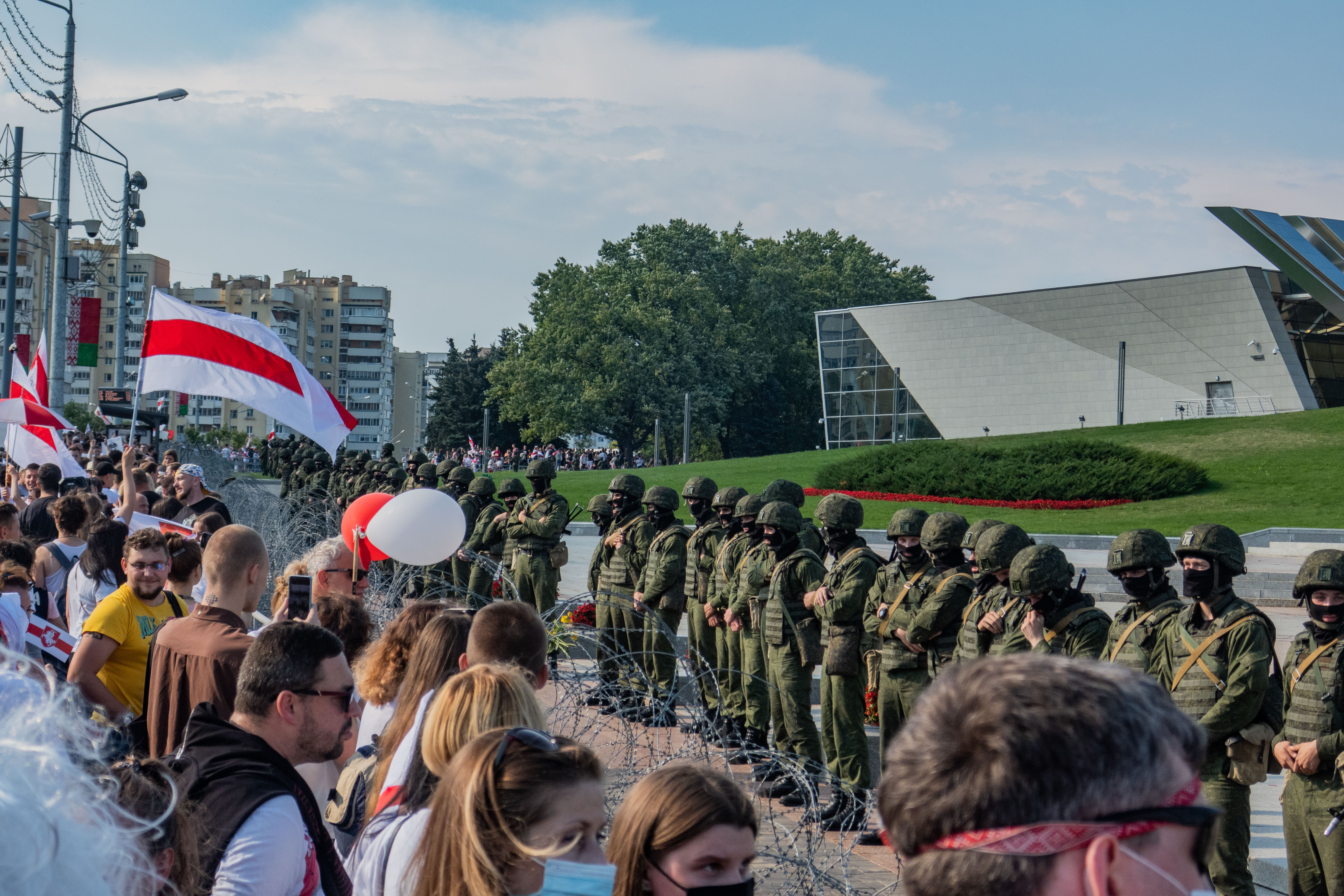
Protesta contro Lukašėnka del 30 agosto 2020 a Minsk.

Il 17 agosto Lukašėnka si è recato in visita alla fabbrica di trattori di Minsk dove è stato contestato dai lavoratori, e agli scioperi si sono uniti anche i lavoratori della TV di Stato. La leader dell'opposizione Svjatlana Cichanoŭskaja ha rilasciato un video in cui si dice pronta a guidare il paese attraverso un governo di transizione per organizzare delle nuove elezioni presidenziali. Dopo aver negato la possibilità di nuove elezioni durante il comizio Lukašėnka ha aperto alla possibilità di indire nuove elezioni solo in seguito a una modifica costituzionale tramite referendum. Lo stesso giorno il governo bielorusso guidato da Raman Haloŭčenka ha rassegnato le dimissioni. I manifestanti anti-governativi si sono spinti nella sera dello stesso giorno presso la prigione dove si pensa sia detenuto il blogger Sjarhej Cichanoŭskij.
Il 19 agosto viene repressa una manifestazione dalla polizia all'interno dello stabilimento della Minsk Tractor Works (MTZ) e nello stesso giorno viene occupato il più grande teatro nella capitale, usato dai manifestanti per la coordinazione delle proteste da quando il suo direttore era stato arrestato, reo di schierarsi contro Lukasenka. Il presidente ha, sempre nelle stesse ore, rafforzato i controlli alla frontiera, per evitare l'arrivo di sostenitori stranieri ed ha anche consegnato maggiori poteri ai servizi di intelligence per ricercare gli organizzatori delle manifestazioni.
Il 27 novembre Lukašėnka annuncia la sua prima apertura alla piazza, dichiarando all'agenzia statale BelTA di stare lavorando ad una nuova costituzione e che in seguito alla proclamazione della suddetta non sarà presidente. Ancora non è chiara né la data di stesura né i motivi del passo indietro (si suppone per pressioni da parte della Russia).

### Dirottamento del volo Ryanair FR 4978
Il 23 maggio 2021 il volo Ryanair FR 4978 decollato da Atene (ATH) alle 10:28 UTC, e diretto all'aeroporto di Vilnius (VNO); sopra lo spazio bielorusso è stato intercettato da Mig dell'aeronautica militare bielorussa, e con la scusa di un allarme bomba, costretto all'atterraggio all'aeroporto di Minsk (MSQ), capitale del paese. Una volta a terra, è stato messo agli arresti il blogger, e dissidente politico Roman Protasevič e la sua compagna.
Immediate sono state le risposte della comunità europea e internazionale, insieme agli enti dell'aviazione civile dei diversi paesi, dell'EASA e anche della NATO. La comunità europea ha definito il fatto come "Scandalo internazionale" e "Una minaccia alla sicurezza [...] che ha messo in pericolo la vita dei cittadini"; e considerandolo a tutti gli effetti un atto di "pirateria" e "dirottamento di Stato".
A seguito di ciò, il giorno dopo 24 maggio, l'Unione Europea, con voto unanime, ha inasprito le sanzioni economiche - già presenti, nei confronti del regime di Aljaksandr Lukašėnka - verso la Bielorussia. È stato imposto il divieto di entrata e sorvolo negli spazi dell'UE alla compagnia bielorussa Belavia, e viceversa è stato richiesto alle compagnie europee di non sorvolare lo spazio aereo bielorusso. Di conseguenza la maggior parte dei voli commerciali da e per la Bielorussia sono stati interrotti (a parte qualche eccezione).
Inoltre, il pacchetto di aiuti economici destinato al paese, già pronti e approvati di 3 miliardi è stato bloccato, e verrà reso disponibile solo quando il paese "tornerà ad essere democratico".

### Controversie
Un sostenitore di Cichanoŭskij, una delle figure dell'opposizione bielorussa, ha sostenuto Adolf Hitler in un discorso a luglio, ma lui e i suoi sostenitori sono stati poi espulsi da Cichanoŭskaja. Babaryka ha affermato che le accuse di concussione e corruzione sono state falsificate e che l'arresto era politicamente motivato per impedirgli di vincere le elezioni.

## Reazioni internazionali

Reazioni internazionali sulle proteste in Bielorussia

### Organizzazioni internazionali
- Nazioni Unite – Il portavoce Stéphane Dujarric ha affermato che le Nazioni Unite stanno seguendo con grande preoccupazione gli sviluppi post-elettorali, invitando le autorità bielorusse a mostrare la massima moderazione e ad assicurare il pieno rispetto dei diritti di libertà di espressione, riunione pacifica e associazione[134]. Anche l'Alto Commissario delle Nazioni Unite per i diritti umani Michelle Bachelet ha condannato la risposta violenta, affermando che le denunce di maltrattamenti durante e dopo la detenzione sono "inquietanti", ricordando al governo bielorusso "l'assoluto divieto di tortura e altri maltrattamenti ai detenuti"[55], la detenzione di astanti e minori, suggerendo una tendenza ad arresti di massa in chiara violazione degli standard internazionali sui diritti umani.
- Unione europea – L'alto rappresentante dell'Unione europea Josep Borrell e il commissario europeo per l'allargamento Oliver Varhelyi hanno rilasciato una dichiarazione congiunta in cui condannano la violenza della polizia a seguito delle elezioni e afferma che l'UE monitorerà ulteriori sviluppi[135]. L'UE ha successivamente dichiarato che avrebbe rivalutato le sue relazioni con la Bielorussia[136].
Il 14 agosto Borrell ha reso noto che "L'Ue non accetta i risultati delle elezioni", e che verranno valutate le sanzioni da adottare per gli accadimenti ad esse connessi e successivi.[137][138][139]

### Dichiarazioni congiunte
- I ministri degli esteri di Estonia, Finlandia, Lettonia e Polonia hanno chiesto congiuntamente una videoconferenza dell'UE per discutere una posizione unitaria del blocco sulla Bielorussia[140].

### Paesi che si sono congratulati con Lukašėnka

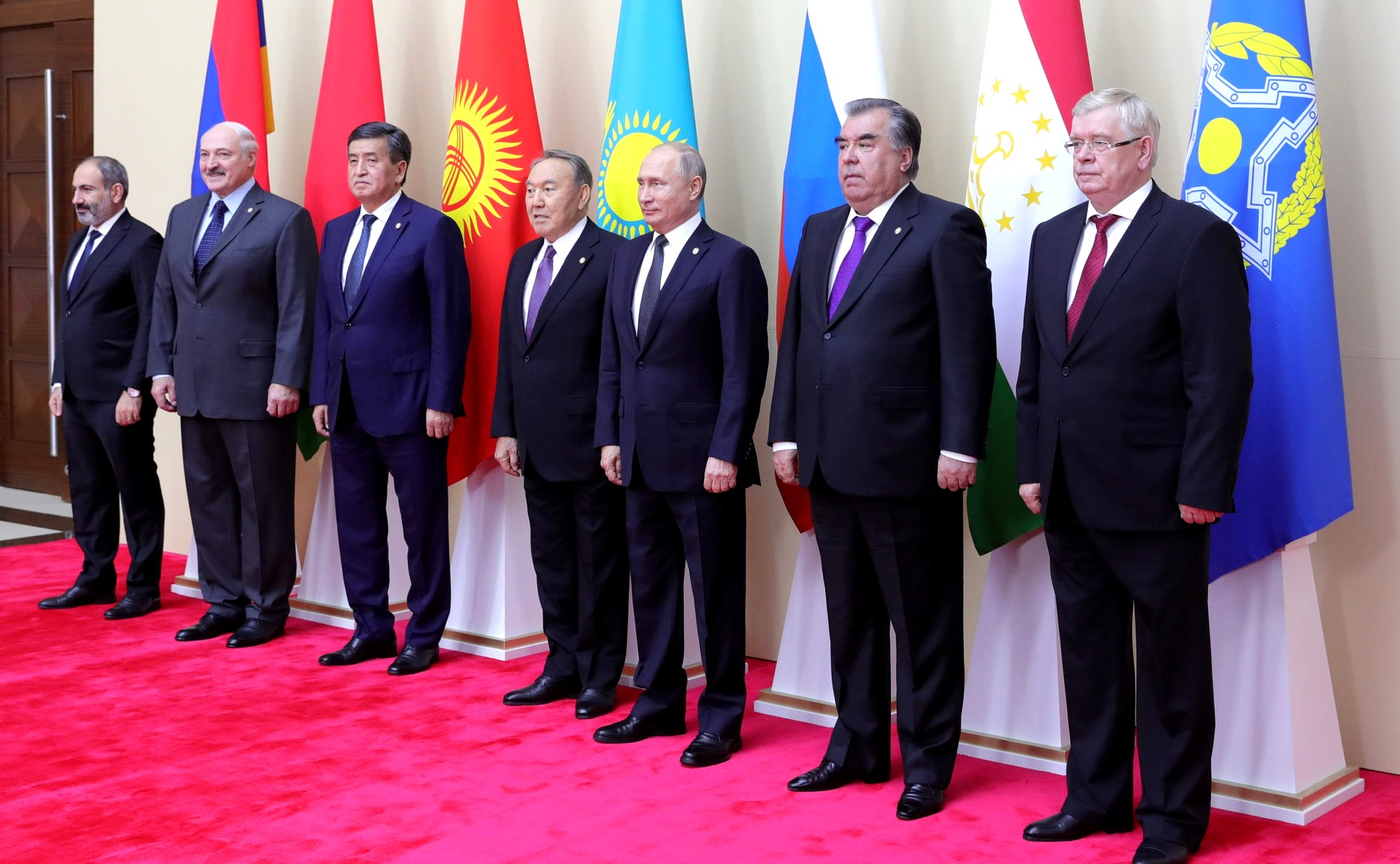
Tutti i membri dell'OTSC si sono congratulati con Lukašėnka per la sua rielezione.

- Russia – Il presidente della Federazione Russa Vladimir Putin si è congratulato con Lukašėnka per la sua vittoria alle elezioni presidenziali auspicando una maggiore cooperazione nell'Unione Statale e promuovendo una maggiore integrazione nell'UEE, nel CSI e nel OTSC[141]. Contestualmente si sono svolte delle manifestazioni in favore dei manifestanti davanti all'ambasciata bielorussa a Mosca[142], mentre si sono congratulati anche Gennadij Zjuganov, leader del Partito Comunista della Federazione Russa e il patriarca di Mosca Cirillo I[143]. In seguito all'aggravarsi delle proteste su richiesta di Lukašėnka il presidente russo si è detto disposto a intervenire militarmente secondo i principi del trattato di sicurezza collettivo nel caso di gravi interferenze estere[29].
- Cina – Il presidente della Repubblica popolare cinese Xi Jinping è stato il primo capo di Stato a congratularsi con Lukašėnka per la sua vittoria alle elezioni presidenziali, nel suo messaggio di augurio ha sottolineato i buoni rapporti diplomatici ed economici che intercorrono tra i due Paesi[143].
- Armenia – Il primo ministro dell'Armenia Nikol Pashinyan e il presidente si sono congratulati con Lukašėnka per la sua vittoria alle elezioni presidenziali auspicando la continuazione delle buone relazioni tra i due Paesi[143][144]. L'azione è stata criticata da parecchi attivisti per i diritti e nella capitale Erevan si sono svolte alcune manifestazioni in favore dei manifestanti bielorussi[145][146].
- Azerbaigian – Il presidente dell'Azerbaigian İlham Əliyev si è congratulato con Lukašėnka per la sua vittoria alle elezioni presidenziali auspicando la continuazione delle buone relazioni tra i due Paesi[143].
- Bosnia ed Erzegovina – Il presidente a rotazione della Presidenza della Bosnia ed Erzegovina di etnia serba Milorad Dodik si è congratulato con Lukašėnka per la sua vittoria alle elezioni presidenziali. Il 17 agosto in seguito alla posizione assunta l'ex ministro degli esteri Igor Crnadak ha chiesto al presidente e al governo di allinearsi con la posizione assunta dall'Unione europea e ritirare le congratulazioni precedentemente inviate[147].
- Kazakistan – Il presidente del Kazakistan Qasym-Jomart Toqaev si è congratulato con Lukašėnka per la sua vittoria alle elezioni presidenziali, le congratulazioni sono arrivate anche dallo storico presidente del Kazakistan Nursultan Nazarbaev che ha ribadito il suo rapporto di amicizia con Lukašėnka e ha auspicato un rafforzamento delle relazioni commerciali all'interno dell'Unione economica eurasiatica[143].
- Kirghizistan – il presidente del Kirghizistan Sooronbay Jeenbekov si è congratulato con Lukašėnka per la sua rielezione sottolineando l'ampio margine di vittoria e auspicando la continuazione delle buone relazioni tra i due Paesi[143]. Il giorno successivo il ministro degli esteri kirghiso ha inviato una nota di protesta a Lukašėnka a causa dell'ospitalità offerta all'ex presidente Kurmanbek Salieviç Bakiev, deposto con una rivoluzione nel 2010, e alla sua famiglia[148].
- Moldavia – Il presidente della Moldavia Igor Dodon si è congratulato con Lukašėnka per la sua vittoria alle elezioni presidenziali[143] e contestualmente si sono svolte delle manifestazioni in favore dei manifestanti davanti all'ambasciata bielorussa a Chișinău[149].
- Nicaragua – Il presidente del Nicaragua Daniel Ortega si è congratulato con Lukašėnka per la sua vittoria alle elezioni presidenziali auspicando la continuazione delle buone relazioni tra i due Paesi[150].
- Oman – Il sultano dell'Oman Haytham bin Tariq Al Sa'id si è congratulato con Lukašėnka per la sua vittoria alle elezioni presidenziali auspicando la continuazione delle buone relazioni tra i due Paesi[151].
- Siria – Il presidente della Siria Bashar al-Assad si è congratulato con Lukašėnka per la sua vittoria alle elezioni presidenziali auspicando la continuazione delle buone relazioni tra i due Paesi[152].
- Tagikistan – Il presidente del Tajikistan Emomali Rahmon si è congratulato con Lukašėnka per la sua vittoria alle elezioni presidenziali auspicando la continuazione delle buone relazioni tra i due Paesi[143].
- Turchia – Il presidente della Turchia Recep Tayyip Erdoğan si è congratulato con Lukašėnka per la sua vittoria alle elezioni presidenziali auspicando la continuazione delle buone relazioni tra i due Paesi[143].
- Uzbekistan – Il presidente dell'Uzbekistan Shavkat Mirziyoyev si è congratulato con Lukašėnka per la sua rielezione, evidenziando il grande margine di vittoria del presidente e auspicando la continuazione delle buone relazioni tra i due Paesi[143].
- Venezuela – Il presidente del Venezuela Nicolás Maduro si è congratulato con Lukašėnka per la sua vittoria alle elezioni presidenziali auspicando la continuazione delle buone relazioni tra i due Paesi[143].
- Vietnam – Il presidente del Vietnam Nguyễn Phú Trọng si è congratulato con Lukašėnka per la sua vittoria alle elezioni presidenziali auspicando il mantenimento dell'accordo di libero scambio tra Vietnam e l'Unione economica eurasiatica[143].

### Paesi che si sono opposti a Lukašėnka
- Canada – Il ministro degli affari esteri, François-Philippe Champagne, ha dichiarato che il Canada è "profondamente preoccupato" per le violenze seguite alle elezioni e che le azioni delle autorità hanno "ulteriormente eroso la legittimità democratica del voto". Ha chiesto che i risultati delle elezioni di domenica "riflettano la volontà del popolo"[153]. Il 17 agosto il ministro ha affermato che il governo del Canada non accetta i risultati delle elezioni presidenziali bielorusse e ha richiesto nuove elezioni[154][155].
- Rep. Ceca – il primo ministro della Repubblica Ceca Andrej Babiš ha espresso supporto ai manifestanti bielorussi e con il favore di altri parlamentari cechi ha richiesto una ripetizione delle elezioni e ha richiesto una forte presa di posizione da parte dell'Unione europea[156].
- Estonia – Il ministro degli esteri estone il 18 agosto ha dichiarato che "Il governo della Repubblica di Estonia non riconosce il risultato delle elezioni bielorusse"[157].
- Lituania – Il Comitato per gli affari esteri della Lituania il 12 agosto ha votato per dichiarare come illegittima la presidenza di Lukašėnka[158]. Il presidente lituano Gitanas Nausėda ha dichiarato i termini come parte di un'iniziativa congiunta di Lituania, Lettonia e Polonia per agire come mediatori nella crisi: "In primo luogo, le autorità bielorusse interrompono l'uso della forza contro i loro cittadini e allentano la situazione. Secondo, le autorità bielorusse rilasciano i detenuti, che sono già migliaia, (e) tutti i manifestanti che hanno subito repressioni. Terzo, la Bielorussia riprende il dialogo con la sua società civile"[159]. Il 12 agosto, la Lituania ha aperto le sue frontiere per le persone in fuga dalla Bielorussia[160].
- Polonia – Il ministero degli affari esteri polacco ha condannato le violenze, ha fatto appello alle autorità bielorusse "affinché inizino a rispettare i diritti umani fondamentali" e ha affermato che "la dura reazione, l'uso della forza contro manifestanti pacifici e gli arresti arbitrari sono inaccettabili"[161]. Nel corso di una conferenza con i leader europei il primo ministro polacco Mateusz Morawiecki ha espresso il suo appoggio ai manifestanti bielorussi[162].
- Regno Unito – Il Foreign Office del Regno Unito inizialmente ha chiesto alle autorità "di astenersi da ulteriori atti di violenza a seguito delle elezioni presidenziali gravemente inaccurate"[163], il 17 agosto con un comunicato ufficiale il Regno Unito si è rifiutato di riconoscere la validità delle elezioni[164].

### Paesi che hanno condannato l'escalation dei conflitti

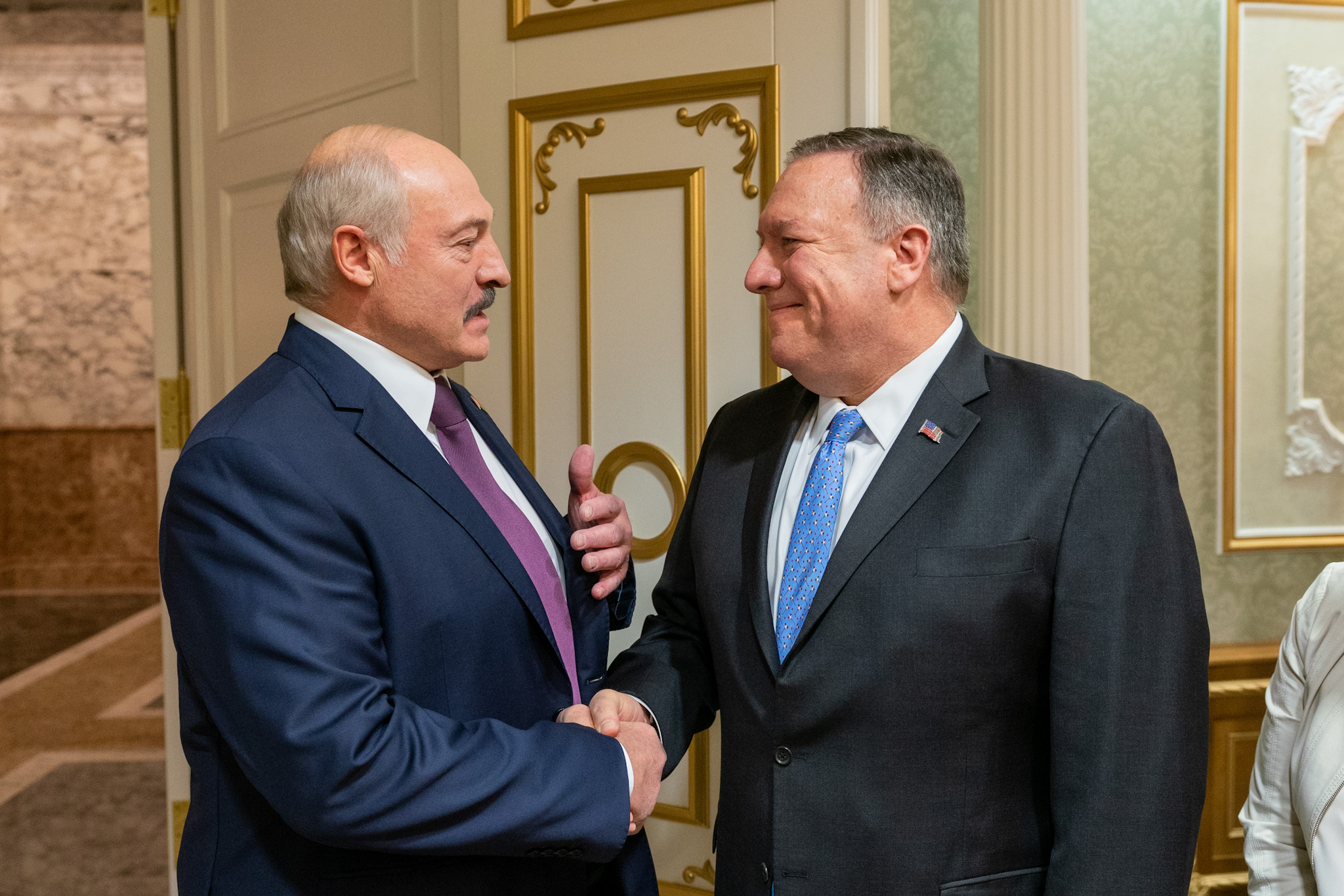
L'incontro tra Mike Pompeo e Lukašėnka del 1º febbraio 2020 è considerato l'incontro di più alto livello con un funzionario statunitense dalla prima elezione del presidente bielorusso.

- Stati Uniti – Il segretario di Stato degli Stati Uniti d'America Mike Pompeo ha descritto le elezioni come "non libere ed eque" e ha condannato "le violenze contro i manifestanti in corso e la detenzione dei sostenitori dell'opposizione"[165].
- Ucraina – Il ministero degli affari esteri ucraino ha rilasciato una dichiarazione congiunta con la Polonia e la Lituania[166]. Andriy Yermak, capo dell'Ufficio del Presidente dell'Ucraina, ha anche fatto appello alle autorità bielorusse affinché liberino gli attivisti per i diritti umani ucraini e i giornalisti detenuti in Bielorussia[167]. Il presidente Volodymyr Zelens'kyj ha anche "invitato il popolo bielorusso al dialogo, alla massima tolleranza, all'indulgenza, al rifiuto della violenza di strada", ha affermato che "l'Ucraina è estremamente interessata alla Bielorussia democratica e stabile"[168][169].
- Germania – Il ministro degli esteri tedesco Heiko Maas ha chiesto all'Unione europea di discutere di sanzioni alla Bielorussia[165].
- Svizzera – Il Dipartimento federale degli affari esteri della Svizzera ha espresso preoccupazione per le proteste successive alle elezioni. Ha esortato il governo bielorusso a esercitare moderazione[170].
- Svezia – Il ministro degli affari esteri svedese, Ann Linde, ha espresso preoccupazione per il modo in cui i manifestanti in Bielorussia sono stati picchiati e arrestati. Ha affermato che le elezioni in Bielorussia non sono state né democratiche né eque e che seguono lo stesso modello delle precedenti elezioni in Bielorussia. Ha chiesto il rilascio di tutti i manifestanti arrestati[171].
- Irlanda – Il ministro degli Esteri irlandese Simon Coveney ha dichiarato di essere "profondamente preoccupato per questo livello di violenza sproporzionato e inaccettabile contro manifestanti pacifici" e che l'Irlanda "coordinerà la sua risposta in collaborazione con i suoi colleghi dell'UE"[172].
- Slovacchia – Il ministro slovacco degli affari esteri ed europei della Repubblica slovacca, Ivan Korčok, ha definito inaccettabili gli interventi del governo bielorusso contro i suoi oppositori politici e cittadini esprimendo pacificamente la loro opinione. La Repubblica slovacca "fa appello al presidente Lukašėnka affinché si attenga ai principi fondamentali della democrazia e della libertà di espressione. Nessuno può essere perseguitato per aver espresso le proprie opinioni"[173].
- Romania – Il ministero degli esteri rumeno Bogdan Aurescu si è detto "molto preoccupato" per la situazione della Bielorussia e che "l'unico modo" era fermare la violenza e avviare un dialogo politico. Ha inoltre esortato il paese a rispettare i diritti umani fondamentali[174].
- Francia – Il presidente francese Emmanuel Macron ha detto a Vladimir Putin di essere molto preoccupato per la violenza che i cittadini hanno subito durante le elezioni e per l'attuale situazione in Bielorussia[175].
- Paesi Bassi – Il ministro degli esteri olandese ha dichiarato: "I Paesi Bassi sono preoccupati per lo svolgimento delle elezioni in Bielorussia domenica scorsa e per le sue conseguenze, in particolare per la dura repressione della polizia contro i manifestanti pacifici"[176]. Il 14 agosto 2020 ha dichiarato: "Nuove elezioni in Bielorussia sono necessarie, le sanzioni non sono escluse"[177].
- Norvegia – Il ministero degli affari esteri norvegese Ine Marie Eriksen Søreide ha condannato l'uso della forza in Bielorussia. "Chiediamo alle autorità bielorusse di rilasciare immediatamente i manifestanti e i giornalisti arrestati"[178].
- Italia – Il 13 agosto 2020, mancando una posizione esplicita del Governo italiano sulla questione, la Commissione Esteri della Camera dei Deputati, con sostegno bipartisan, ha adottato una risoluzione con cui si sollecita il Governo al riguardo, manifestando contestualmente sia la propria preoccupazione per gli accadimenti che anche appello alle autorità bielorusse perché si astengano da ulteriori atti repressivi;[179] lo stesso giorno il sottosegretario del Ministero degli affari esteri e della cooperazione internazionale ha espresso preoccupazione per gli accadimenti, affermando anche "La repressione messa in campo dal Governo deve essere immediatamente fermata e alla interruzione delle violenze deve seguire l'avvio di un dialogo con l’opposizione e con la società civile".[180]

## Le proteste degli sportivi bielorussi e le reazioni delle federazioni internazionali
Diversi personaggi del mondo dello sport hanno pubblicamente preso posizione contro il governo bielorusso e il presidente Aljaksandr Lukašėnka, il quale ha represso le proteste con arresti, licenziamenti e l'esclusione dalle convocazioni in nazionale di atleti e allenatori dissidenti. Sono rimasti vittime di questa politica tra gli altri la nuotatrice Aljaksandra Herasimenja, i cestisti Alena Leŭčanka e Jahor Meščarakoŭ, la sciatrice Aljaksandra Ramanoŭskaja, gli atleti Svjatlana Kudzelič, Kryscina Cimanoŭskaja e Andrėj Kraŭčanka, gli hockeisti Illja Litvinaŭ e Aljaksandr Rummo, la rugbista Maryja Šakuro, la pallamanista Natallja Petrakova, il kickboxer Aljaksej Kudzin e il calciatore Anton Saroka. In risposta alcuni atleti hanno costituito il Belarusian Sport Solidarity Foundation (BSSF), una fondazione che fornisce sostegno agli atleti incarcerati o discriminati per le loro opinioni politiche, la quale ha svolto diversi appelli internazionali, chiedendo tra l'altro il boicottaggio degli eventi sportivi programmati in Bielorussia.
Dopo le proteste, alcune federazioni sportive internazionali hanno deciso di cancellare o spostare altrove le rassegne sportive assegnate alla Bielorussia. Nell'ottobre 2020 la Confederazione europea di scherma ha deciso di cancellare gli europei, ufficialmente a cause dell'emergenza sanitaria. Nel gennaio 2021, l'IIHF ha deliberato di togliere la Bielorussia dall'organizzazione del mondiale di hockey su ghiaccio del 2021, che avrebbe dovuto svolgersi a Minsk e in Riga. La manifestazione si è poi svolta solo in Lettonia. L'UIPM ha cancellato i mondiali di pentathlon moderno 2021, originariamente programmati nella capitale bielorussa, poi assegnati all'Egitto. Il 27 maggio 2021 l'UEC ha deciso di cancellare gli europei di ciclismo su pista in risposta al dirottamento del volo Ryanair 4978, disposto dal governo bielorusso allo scopo di arrestare il giornalista e dissidente Roman Protasevič e la sua fidanzata Safija Sapeha. La rassegna è successivamente stata assegnata alla Svizzera.